# Абаза, Юлия Фёдоровна
Юлия Фёдоровна Абаза́ (урожд. Штуббе; 1830? ― 28 апреля [11 мая] 1915, Петроград) ― салонная певица (меццо-сопрано), музыкант, общественный деятель, директриса петербургского Приюта для арестантских детей.

## Биография
Родилась в Германии, в семье прусского подданного доктора медицины Генриха Штуббе. Обладая незаурядными вокальными данными, выступала как салонная певица в Париже и Германии. Исполняла в публичных концертах арии из произведений Моцарта, Баха, романсы Шумана и других. В начале 1850-х годов познакомилась с композитором Шарлем Гуно (1818–1893), который посвятил ей два своих романса. В конце 1850-х годов была принята лектрисой ко двору великой княгини Елены Павловны. Фрейлина А. Ф. Тютчева писала в октябре 1858 года о своём знакомстве с Юлией Штуббе:
Вечером, уложив великую княжну, я пошла в Арсенал. Там была музыка. Играл Рубинштейн, пела некая m-elle Штубе, обладающая прекрасным голосом, которую великая княгиня Елена Павловна привезла из Германии.
 По мнению современников, независимые манеры Юлии Штуббе, с трудом укладывались в рамки придворных обычаев. Свой артистический талант она ставила выше всех прочих и возмущалась, когда после обеда, на который она не была звана, её приглашали петь, не считаясь с её настроением. Княжне Львовой, гофмейстерине великой княгине, было порушено воспитать м-ль Штуббе и «обуздать это дикое дитя богемы». 
В обществе Юлия Штуббе имела большой успех. Высокого роста, решительная, одетая немного по-мужски, красивая, оригинальная и властная, она привлекала к себе внимание мужчин. Граф Агуст Мальцан и гофмейстер великой княгини (в будущем министр финансов) Александр Агеевич Абаза (1825—1895) вместе ухаживали за ней, последний 4 февраля 1862 года в Висбадене женился на ней. Граф Ю. Витте вспоминал:
Великая Княгиня Елена Павловна очень любила музыку и постоянно устраивала у себя концерты, у неё кроме фрейлин были ещё разные молодые барышни: чтицы, барышни, которые играли на фортепиано и пели, эти последние были большею частью из иностранок. В числе молодых особ была одна, с которой Абаза завёл шуры-муры. В конце концов он должен был на ней жениться. Иностранку эту, известную музыкантшу и певицу, звали Юлия Фёдоровна Штуббе. Нельзя сказать, чтобы брак этот был особенно счастлив, так как хотя Абаза и жил со своею женою в одном доме, но жили они совершенно розно друг от друга. И это совершенно понятно, потому что такая особа, как его жена – музыкантша и une demoiselle de compagnie (девушка в центре всеобщего внимания) конечно, не могла удовлетворить такую натуру, какою была натура Абазы. Позднее, Абаза постоянно бывал в доме и жил совершенно открыто с Еленой Нелидовой (урождённой Анненковой).
Выйдя замуж, Юлия Фёдоровна была вынуждена прекратить свои публичные выступления, отныне она выступала исключительно на благотворительных мероприятиях и в большой зале своего богатого петербургского дома на Фонтанке, д. 23. Директор Императорских театров князь С. М. Волконский вспоминал, что гостиная Юлии Абазы долгие годы была музыкальным центром в Петербурге. Она была очень прямолинейна в своих отзывах, строга в музыкальной и художественной оценке. Артисты дорожили её мнением. Пользовалась дружбой Листа, Рубинштейна, Тургенева, Тютчева и всех столичных меломанов. Ф. И. Тютчев посвятил ей в 1869 году проникновенные стихи. Она переписывалась с Густавом Малером. В 1864 году И. С. Тургенев писал А. Фету: «Мне бы следовало отвезти Вас с романсами к г-же Абазе… и вы бы насладились! Вчера я показал ей два первых напечатанных романса, и она их так провела сразу и так аккомпанировала, что я растаял…».
В марте 1879 года впервые в салоне Юлии Абазы была исполнена в присутствии автора опера «Евгений Онегин» П. И. Чайковского. 
В 1880 году она написала повесть «Лебединое сердце» ― по её словам, «фантастическую сказку», послав её Ф. М. Достоевскому. Ни повести, ни письма не сохранилось, есть только ответное письмо Достоевского из Старой Руссы от 15 июня 1880 года, которое приобрело некоторую известность благодаря пассажу Достоевского о евреях: «Мысль эта, что  породы людей, получивших первоначальную идею от своих основателей и  подчиняясь ей исключительно в продолжение нескольких поколений,  впоследствии должны необходимо выродиться в нечто особливое от  человечества, как от целого, и даже, при лучших условиях, в нечто  враждебное человечеству, как целому, ― мысль эта верна и глубока.  Таковы, например, евреи, начиная с Авраама и до наших дней, когда они  обратились в жидов. Христос (кроме его остального значения) был  поправкою этой идеи, расширив ее в всечеловечность. Но евреи не захотели  поправки, остались во всей своей прежней узости и прямолинейности, а  потому вместо всечеловечности обратились во врагов человечества, отрицая  всех, кроме себя, и действительно теперь остаются носителями  антихриста, и, уж конечно, восторжествуют на некоторое время. Это так  очевидно, что спорить нельзя: они ломятся, они идут, они же заполонили  всю Европу; всё эгоистическое, всё враждебное человечеству, все дурные  страсти человечества ― за них, как им не восторжествовать на гибель  миру!».
С великой княгиней Еленой Павловной принимала участие в организации Петербургской консерватории. Была избрана почётным членом консерватории. Вместе с А. Г. Рубинштейном участвовала в создании Русского музыкального общества. Занималась благотворительностью и сорок лет была попечительницей петербургского приюта имени Евгении Ольденбургской для арестантских детей.
После смерти мужа Юлия Абаза покинула особняк на Фонтанке и жила в квартире на Сергиевской улице. Архивные материалы о её жизни находятся в Российской национальной библиотеке, Российском государственном архиве литературы и искусства, Государственном архиве Российской Федерации.
Похоронена на Тихвинском кладбище Александро-Невской лавры.